# Renaud Capuçon
Pour les articles homonymes, voir Capuçon.
Renaud Capuçon, né le 27 janvier 1976 à Chambéry, est un violoniste et chef d'orchestre français.
Il est le frère du violoncelliste Gautier Capuçon.

## Biographie
Il entre au conservatoire de sa ville natale à quatre ans, puis intègre le Conservatoire national supérieur de musique et de danse de Paris à l'âge de 14 ans dans la classe de Gérard Poulet. Il en ressort trois ans plus tard avec un premier prix de musique de chambre et un premier prix de violon.
Durant les années qui suivent, il participe à de nombreux concours internationaux et intègre l'Orchestre des Jeunes de la Communauté économique européenne, puis l'Orchestre des Jeunes Gustav Mahler (en tant que premier violon) sous la direction de Claudio Abbado.
Il entreprend en parallèle une carrière de soliste, mais également de chambriste en jouant notamment avec Nicholas Angelich, Jérôme Ducros, Frank Braley, Hélène Grimaud, Gérard Caussé, ainsi qu'avec son frère cadet Gautier Capuçon.
En 1996, il fonde un festival à La Ravoire, à côté de Chambéry : les Rencontres artistiques de Bel-Air. Ce festival accueille, pendant près de dix ans, les plus grands instrumentistes de musique de chambre, comme Jean-Pierre Wallez, Michel Dalberto, Martha Argerich, Stephen Kovacevich, Augustin Dumay, Gérard Caussé, Paul Meyer, Emmanuel Pahud ou encore Katia et Marielle Labèque.
En 2013, il crée le Festival de Pâques d'Aix-en-Provence, dont il est directeur artistique. Il participe aux Concerts de l'Avent à Villars-sur-Glâne. Il est également depuis 2016 directeur artistique du Festival des Sommets Musicaux de Gstaad. 
Il a, entre autres, enregistré de la musique de chambre de Ravel, Schubert, Brahms, ainsi que les concertos pour violon de Schumann et de Mendelssohn sous la direction de Daniel Harding.

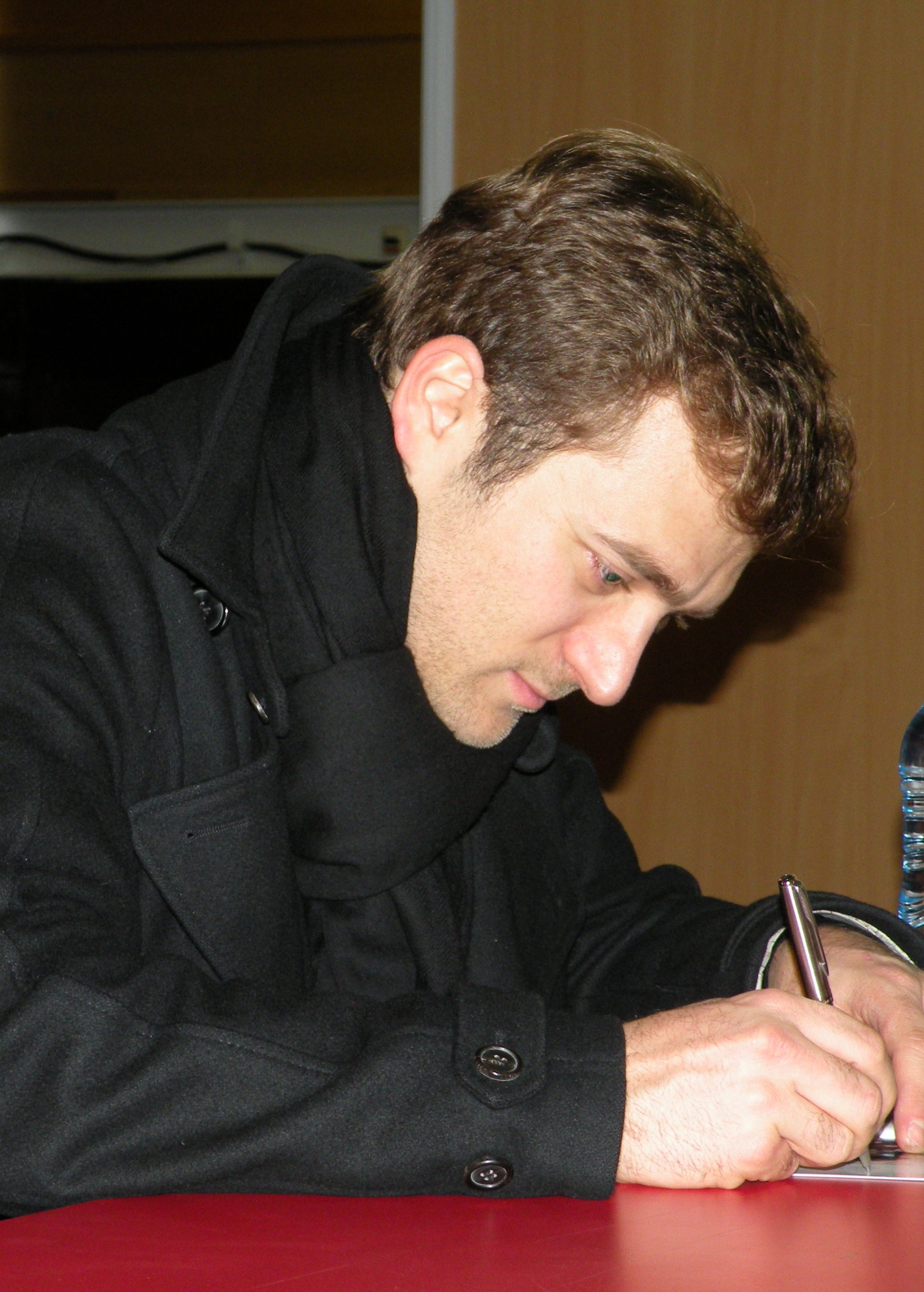
Renaud Capuçon lors de La Folle Journée de Nantes, en 2009.

Le 25 mai 2009, il tourne dans le court métrage 7.57 am-pm, sous la direction de Simon Lelouch. On l'y voit interpréter La Mélodie d'Orphée de Christoph Willibald Gluck sur son Guarneri, au milieu des voyageurs de la ligne 6 du métro de Paris, dans l'indifférence quasi-générale.
Le 4 mars 2020, il publie le livre Mouvement perpétuel chez Flammarion.
Le 13 mars 2020, à la suite des interdictions de rassemblement liées à la pandémie de Covid-19, il demande au ministre de la Culture, Franck Riester, un plan d'urgence pour aider les artistes qui subissent des annulations de concerts. Par ailleurs, pendant le confinement, il donne tous les jours des concerts en direct sur les réseaux sociaux.
Le vendredi 10 avril 2020, Renaud Capuçon anime la vénération de la couronne d'épines du Christ dans Notre-Dame de Paris, à ciel ouvert et désertée par l'incendie et la pandémie de Covid-19,,.
En mai 2021, il est nommé nouveau chef titulaire de l’Orchestre de Chambre de Lausanne (OCL). Dans cette même ville, il est professeur ordinaire à la Haute École de Musique de Lausanne (HEMU) depuis 2014. Il donne son premier concert à l'OCL en tant que chef d'orchestre en septembre 2021,. Le concert est retransmis en direct sur la chaîne Arte. Un mois plus tard, il joue avec l'OCL dans la prison de Lausanne.
En octobre 2021, il annonce avoir signé un partenariat avec le producteur de contenus audiovisuels Banijay pour accompagner les nouveaux talents de la musique classique.
En 2024, il dessine l'affiche des Rencontres musicales d'Évian. Le 7 décembre 2024 Renaud Capuçon joue avec son frère Gautier pour la cérémonie de réouverture de la cathédrale Notre-Dame de Paris à la suite de son incendie en 2019.
En 2025, son contrat de directeur artistique de l'Orchestre de chambre de Lausanne est prolongé de deux ans, jusqu'en juin 2029.

## Instruments
Renaud Capuçon commence sa carrière avec un instrument Vuillaume, un Guadagnini, puis un Stradivarius qui appartient à LVMH. En 2005, la Banque de Suisse Italienne (BSI) lui confie le Vicomte de Panette (1737), un Guarneri qu'elle acquiert auprès de la succession Isaac Stern. À la suite de la chute de la BSI en 2016, Renaud Capuçon rachète ce violon.

## Vie privée
Les enfants Capuçon sont initiés à la musique par leurs parents mélomanes (mère au foyer, père dans l'administration des douanes). La sœur de Renaud Capuçon, Aude, est orthophoniste, et leur frère, Gautier Capuçon, un violoncelliste reconnu,.
Depuis le 3 juillet 2009, Renaud Capuçon est marié à la journaliste Laurence Ferrari. Ils ont un enfant, un garçon prénommé Elliott né le 8 novembre 2010.

## Distinctions

### Décorations
- Chevalier de la Légion d'honneur (2016)[24].
- Officier de l'ordre des Arts et des Lettres (2019)[25].
- Officier de l'ordre national du Mérite (2020)[26] ; chevalier (nommé le 13 décembre 2009, reçu dans l'ordre le 15 juin 2011)[27].

### Prix
Il obtient en 1992 un premier prix de musique de chambre et en 1993 un premier prix de violon au CNSMD de Paris puis, en 1995, le Prix de l'Académie des arts de Berlin. En 2000, il est nommé Nouveau talent de l’année aux Victoires de la musique classique, qui lui décernent en 2005 le titre de « Soliste instrumental de l’année ».
Il a reçu, en 2006, le Prix de violon « Georges Enesco » de la Sacem.

## Discographie
Renaud Capuçon est sous contrat avec Virgin Classics depuis 1999, puis depuis la fin de Virgin Classics en 2012, avec Erato/Warner Classics.
- 1999 :
  - Franz Schubert : Grand duo, Rondo brillant, Fantaisie. Avec Jérôme Ducros. CD Virgin Classics,
- 2001 :
  - ’Le Bœuf sur le toit’, Pièces françaises pour violon et orchestre de Saint-Saëns, Massenet, Ravel, Berlioz, Milhaud. Avec Die Deutsche Kammerphilharmonie, Bremen et Daniel Harding. Virgin Classics,
- 2002 :
  - Henri Dutilleux : Concerto pour violon L’arbre des songes. Avec l’Orchestre philharmonique de Radio France et Chung Myung-whun. Virgin Classics,
  - Maurice Ravel : Trio avec piano, Sonate pour violon et piano, Sonate pour violon et violoncelle, ‘Sonate posthume’. Avec Gautier Capuçon, Frank Braley. Virgin Classics,
- 2003 :
  - ’Face à face’, Duos pour violon et violoncelle de Kodaly, Schulhoff, Haendel, Tanguy…. Avec Gautier Capuçon. Virgin Classics,
- 2004 :
  - Ludwig van Beethoven : Triple concerto pour violon, violoncelle et piano. Avec Martha Argerich, Mischa Maisky, Orchestre de la Suisse italienne, Alexandre Rabinovitch. EMI Classics,
  - Johannes Brahms : Les Trios pour piano, violon et violoncelle. Avec Gautier Capuçon, Nicholas Angelich. 2 CD Virgin Classics,
  - Félix Mendelssohn : Concerto pour violon no 2, Robert Schumann : Concerto pour violon. Avec le Mahler Chamber Orchestra et Daniel Harding. Virgin Classics,
  - Camille Saint-Saëns : Le Carnaval des animaux, Septuor, Fantaisie pour violon et harpe. Avec Emmanuel Pahud, Gautier Capuçon, Paul Meyer, Esther Hoppe, Michel Dalberto, Frank Braley, Béatrice Muthelet, David Guerrier, Janne Saksala, Florent Jodelet, Marie-Pierre Langlamet. Virgin Classics,
  - Franz Schubert : Quintette pour piano et cordes La Truite, Variations sur ‘Trockne Blumen’. Avec Gautier Capuçon, Gérard Caussé, Aloïs Posch, Frank Braley. CD Virgin Classics,
- 2005 :
  - Johannes Brahms : Les Sonates pour violon et piano, Scherzo de la Sonate FAE. Avec Nicholas Angelich. Virgin Classics,
- 2006 :
  - ’Inventions’, Duos pour violon et violoncelle de Bach, Eisler, Karol Beffa, Bartók, Klein, Kreisler…. Avec Gautier Capuçon. Virgin Classics,
- 2007 :
  - Johannes Brahms : Double concerto pour violon et violoncelle, Quintette pour clarinette et cordes. Avec Gautier Capuçon, Gustav Mahler Jugendorchester et Chung Myung-whun, Paul Meyer, Quatuor Capuçon. Virgin Classics,
  - Franz Schubert : Les Trios pour piano, violon et violoncelle, Sonatensatz, Notturno. Avec Gautier Capuçon, Frank Braley. 2CD Virgin Classics,
- 2008 :
  - Johannes Brahms : Les Quatuors pour piano et cordes. Avec Gautier Capuçon, Gérard Caussé, Nicholas Angelich. 2CD Virgin Classics,
  - ’Capricio’, 21 pièces virtuoses pour violon. Avec Jérôme Ducros. Virgin Classics,
- 2009 :
  - Ludwig van Beethoven et Erich Korngold : Concertos pour violon. Avec l’Orchestre Philharmonique de Rotterdam et Yannick Nézet-Séguin. Virgin Classics,
  - Wolfgang Amadeus Mozart : Concertos pour violon 1 et 3, Symphonie concertante. Avec Antoine Tamestit, Scottish Chamber Orchestra et Louis Langrée. Virgin Classics,
- 2011 :
  - Ludwig van Beethoven : Les Sonates pour violon et piano. Avec Frank Braley. 3CD Virgin Classics,
  - Gabriel Fauré : La musique de chambre pour instruments à cordes et piano. Avec Gautier Capuçon, Gérard Caussé, Quatuor Ébène, Nicholas Angelich, Michel Dalberto. 5CD Virgin Classics,
- 2012 :
  - Johannes Brahms & Alban Berg : Concertos pour violon. Avec l'Orchestre philharmonique de Vienne et Daniel Harding. CD Virgin Classics
- 2014 :
  - Franck, Edvard Grieg, Antonín Dvořák. Sonates pour violon et piano. Avec Khatia Buniatishvili. Warner Classics
- 2016 :
  - Édouard Lalo: Symphonie espagnole, Max Bruch: Violin Concerto. Avec Paavo Järvi et l'Orchestre de Paris, CD Erato.
  - Wolfgang Rihm: Gedicht des Malers; Pascal Dusapin: Elévation; Bruno Mantovani: Jeux d’Eau[30].

. Avec l'Orchestre symphonique de Vienne, l'orchestre de l'Opéra de Paris, Philippe Jordan, Orchestre philharmonique de Radio France, Chung Myung-whun. CD Erato.
- 2017
  - Le Roi qui n'aimait pas la musique : conte musical de Karol Beffa, texte de Mathieu Laine, par Renaud Capuçon (violon), Edgar Moreau (violoncelle), Paul Meyer (clarinette) et Karol Beffa (piano), livre-disque Gallimard jeunesse
  - Johannes Brahms, Alban Berg, concerto pour violon. Avec l'Orchestre philharmonique de Vienne et Daniel Harding.
  - Claude Debussy: Sonates & Trio. Avec Bertrand Chamayou, Gérard Caussé, Emmanuel Pahud, Marie-Pierre Langlamet, Edgar Moreau.
- 2018
  - Béla Bartók : Concertos pour violon. Avec l'Orchestre symphonique de Londres dirigé par François-Xavier Roth, Erato.
  - Cinéma : reprise de bandes originales de films, tels que la liste Schindler, le Mépris, la Vie est belle, Cinéma Paradiso, Le Parrain, etc Warner 2018
- 2019
  - Jean Sébastien Bach : Sonates pour violon Digipack avec David Fray, Erato 2019
- 2021
  - Un violon à Paris (22 titres dont du Bach, du Chopin, du Ennio Morricone et du Charlie Chaplin)[31],[32]